# МиГ-1
МиГ-1 (рус. Микоян и Гуревич МиГ-1) је био совјетски ловачки авион из периода Другог свјетског рата. Конструисан је у пројектном бироу Артјома Микојана и Михаила Гурјевича.

## Развој
Микојан и Гурјевич су почели сарадњу 1938. да створе ловачки авион који би побиједио у конкурсу Совјетског ратног ваздухопловства. Први дизајн са 12-цилиндричним мотором Микулин је добио назив тип 65, али је напуштен због успјешнијег Иљушиновог дизајна. Други је добио назив И-61 са моторима Микулин Ам-35А и АМ-37. Три прототипа су преименована у И-200. Први лет прототипа И-200 је изведен 5. априла 1940. године, а авион је као МиГ-1 ушао у серијску производњу 1940—1941.
Брзина серијских авиона је била око 628 km/h, што по совјетским тврдњама значи да је МиГ-1 био најбржи ловац-пресретач на свијету у том тренутку. Међутим имао је низ озбиљних мана. Нестабилност авиона, склоност ка ковиту, мали долет и осјетљивост на борбена оштећења су били највећи проблеми.
Произведено је укупно око 100 авиона прије него што је производња пребачена на знатно побољшани МиГ-3.

## Карактеристике
Врста авиона: ловачки авион
- Посада: један
- Први лет прототипа: 5. априла 1940.
- Уведен у употребу:
- Крај употребе:
- Конструктор: пројектни биро Артјома Микојана и Михаила Гурјевича.

Димензије
- Дужина: 26
- Распон крила: 33
- Висина: 8
- Површина крила: 188
- Аеропрофил крила:

Масе
- Празан: 5,736
- Оптерећен: 6,832
- Највећа полетна маса: 7,317

Погонска група
- Мотор: Микулин АМ-35А, 1,350 kW, 1,007 КС
- Однос снага/тежина: 0.20

## Летне особине
- Највећа брзина: 657
- Крстарећа брзина:
- Радијус дејства: 580
- Највећи долет:
- Оперативни врхунац лета: 12,000
- Брзина пењања: 16.8

## Наоружање
- Стрељачко: 1 митраљез БС 12.7 mm, 2 митраљеза ШКАС 7.62
- Бомбе: